# Französische Tischtennisnationalmannschaft
Die französische Tischtennisnationalmannschaft ist die Auswahlmannschaft der Spieler im Tischtennis, die Frankreich bei Weltmeisterschaften, Europameisterschaften, den Europaspielen sowie bei den Olympischen Spielen vertreten. Dachverband ist die Fédération Française de Tennis de Table.

## Erfolge

### Olympische Spiele
- Bronze (1): 2024

### Weltmeisterschaften
- Silber (3): 1948, 1997, 2024
- Bronze (4): 1936, 1947, 1950, 1953

### Europameisterschaften
- Gold (3): 1984, 1994, 1998
- Silber (2): 1986, 1996
- Bronze (6): 2002, 2010, 2015, 2017, 2019, 2023

### Europaspiele
- Silber (1): 2015
- Bronze (1): 2023

### European Nations Cup
- Gold (1): 1996
- Silber (2): 1992, 1994
- Bronze (3): 1991, 1997, 1998

## Geschichte

Weltranglistenpositionen der besten französischen Tischtennisspieler 2001–2020

Nachdem das französische Team bei der Weltmeisterschaft 1953 Bronze gewonnen hatte, folgte vorerst eine lange Zeit ohne größere Erfolge. Bei der Europameisterschaft 1984 gewann die Mannschaft mit Gold die erste EM-Medaille, 1986 folgte Silber. In den 90er Jahren spielte Frankreich erfolgreich beim European Nations Cup und gewann 1994 und 1998 Gold sowie 1996 Silber bei der Europameisterschaft. Den größten Erfolg stellte der Gewinn der WM-Silbermedaille 1997 dar. Bei der EM 2002 wurde wieder Bronze gewonnen. Ab Beginn des 21. Jahrhunderts ließen die Leistungen des französischen Teams aber allmählich nach, ohne dass gute Nachwuchsspieler nachrücken konnten. Diese Situation besserte sich ab 2008, als das französische Jungenteam den ersten von fünf aufeinanderfolgenden Jugend-EM-Titeln gewinnen konnte. 2010 holte Frankreich wieder Bronze bei der EM, Ende 2011 rückte mit Adrien Mattenet zum ersten Mal seit 2001 wieder ein französischer Spieler in die Top 20 der Weltrangliste vor.

Weltranglistenpositionen der besten französischen Tischtennisspieler ab 2021

2015 gewann das französische Team Bronze bei der Europameisterschaft und Silber bei den ersten Europaspielen. Im Viertelfinale der WM 2016 verlor Frankreich gegen den vorherigen Gruppengegner England, den man in der Vorrunde 3:0 geschlagen hatte, mit 2:3 und verpasste somit die erste WM-Medaille seit 1997. 2016 war Frankreich zudem erstmals beim Teamwettbewerb der Olympischen Spiele vertreten, unterlag dem Vereinigten Königreich aber in der ersten Partie knapp mit 2:3, wobei jedes Spiel erst im entscheidenden fünften Satz beendet wurde.
2017, als mit Simon Gauzy wieder ein französischer Spieler die Top 10 der Weltrangliste erreichen konnte, holte Frankreich zum zweiten Mal in Folge EM-Bronze, 2019 folgte eine weitere Bronzemedaille. Bei den Olympischen Spielen in Tokio konnte sich das Team gegenüber der letzten Austragung verbessern und nach einem Sieg über Hongkong das Viertelfinale erreichen, das gegen China verloren ging. 2023 stießen die Brüder Alexis und Félix Lebrun in die Top 20 vor und Frankreich erreichte das Halbfinale bei der Team-EM sowie Platz 3 bei den Europaspielen. Besonders erfolgreich verlief dann das Jahr 2024: Zum ersten Mal seit 1997 erreichte Frankreich das Finale der Weltmeisterschaft, das das Team gegen China verlor, und bei den Olympischen Spielen in Paris belegte man nach einer Halbfinalniederlage gegen China und einem Sieg über Japan den dritten Platz.

## Aktueller Kader
- Tristan Flore ( AS Pontoise-Cergy TT)
- Simon Gauzy ( TTF Liebherr Ochsenhausen)
- Emmanuel Lebesson ( SPO Rouen)
- Alexandre Robinot ( Chartres ASTT)
- Quentin Robinot ( GV Hennebont)
- Félix Lebrun
- Alexis Lebrun

## Turnierergebnisse
| Jahr | EM           | ES           | WM            | OS              | WTC             |
| ---- | ------------ | ------------ | ------------- | --------------- | --------------- |
| 2024 |              |              | Silber        | Bronze          |                 |
| 2023 | Halbfinale   | Bronze       |               |                 |                 |
| 2022 |              |              | Viertelfinale |                 |                 |
| 2021 | 9.–16. Platz |              |               | Viertelfinale   |                 |
| 2020 |              |              | ausgefallen   |                 |                 |
| 2019 | Halbfinale   | 9.–12. Platz |               |                 | keine Teilnahme |
| 2018 |              |              | 17.–20. Platz |                 | Viertelfinale   |
| 2017 | Halbfinale   |              |               |                 |                 |
| 2016 |              |              | Viertelfinale | Achtelfinale    |                 |
| 2015 | Halbfinale   | Silber       |               |                 | keine Teilnahme |
| 2014 | 7. Platz     |              | 13.–14. Platz |                 |                 |
| 2013 | 8. Platz     |              |               |                 | keine Teilnahme |
| 2012 |              |              | 12. Platz     | keine Teilnahme |                 |
| 2011 | 9. Platz     |              |               |                 | keine Teilnahme |
| 2010 | Halbfinale   |              | 19. Platz     |                 | keine Teilnahme |
| 2009 | 8. Platz     |              |               |                 | keine Teilnahme |
| 2008 | 10. Platz    |              | 21.–24. Platz | keine Teilnahme |                 |
| 2007 | 11. Platz    |              |               |                 | 5.–6. Platz     |
| 2006 |              |              | Viertelfinale |                 |                 |
| 2005 | 15. Platz    |              |               |                 |                 |
| 2004 |              |              | 9. Platz      |                 |                 |
| 2003 | 13. Platz    |              |               |                 |                 |
| 2002 | Halbfinale   |              |               |                 |                 |